# Serpente a due teste
Il Serpente a due teste è una scultura azteca conservata al British Museum. Composto principalmente da frammenti di pietra turchese applicate su una base in legno, è uno dei nove mosaici di materiale simile all'interno del British Museum; si ritiene esistano circa 25 pezzi appartenenti a quel periodo in tutta Europa. Il manufatto proviene dal Messico Azteco e potrebbe essere stato indossato o esposto durante cerimonie religiose. Si ritiene possibile che tale scultura sia stata donata dall'imperatore azteco Montezuma II ad uno dei conquistadores spagnoli, Hernán Cortés, che invase il continente nel 1519. Il mosaico è costituito da tessere di turchese, conchiglia di ostrica spinosa e altri gusci di conchiglia.

## Descrizione

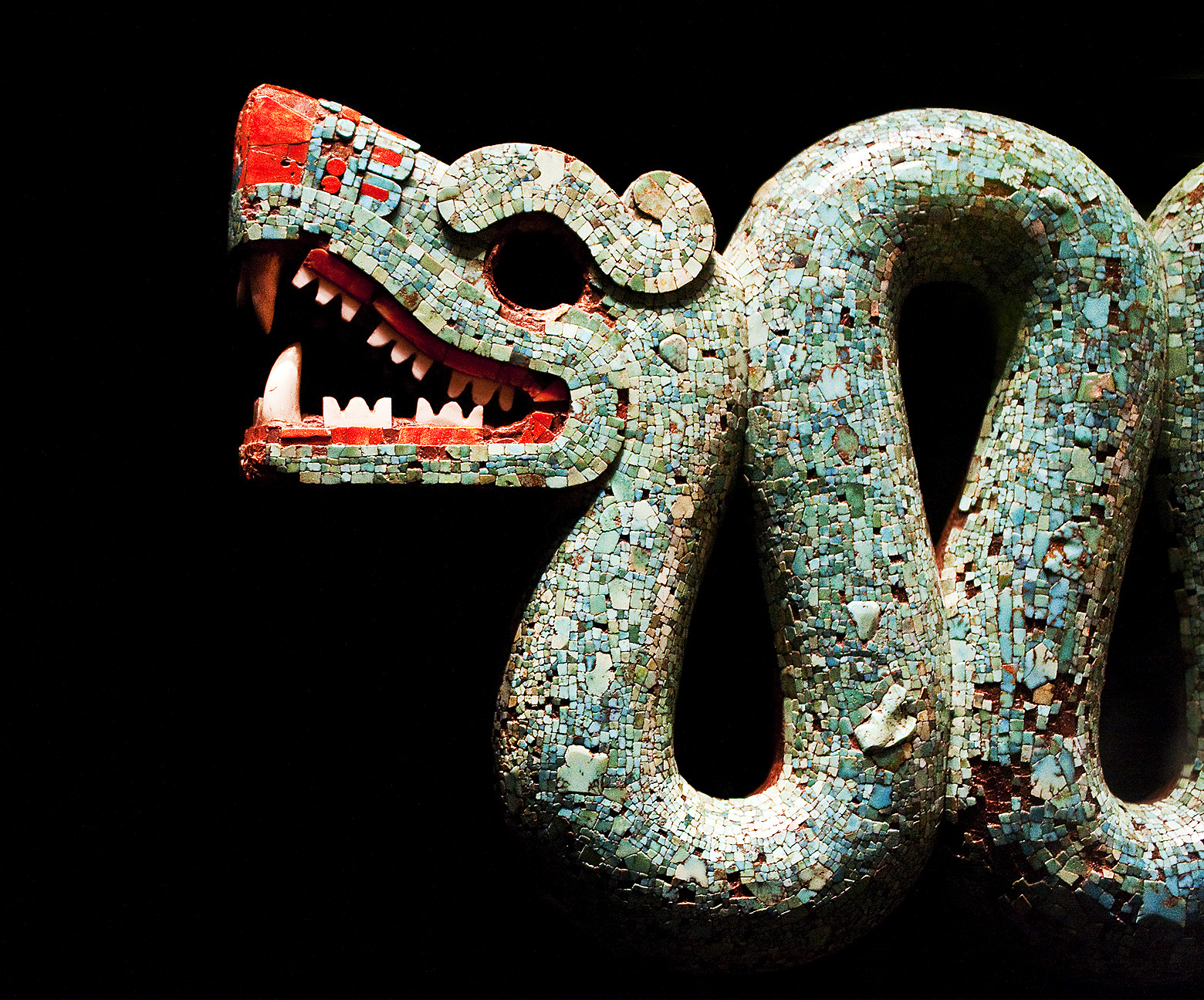
Dettaglio di una delle teste del serpente.

Il manufatto rappresenta un serpente sinuoso con una testa per ognuno dei due estremi. Un singolo blocco di legno di cedro spagnolo costituisce la base della scultura. La parte posteriore, una volta dorata, è stata scavata probabilmente per rendere l'oggetto più leggero, ed è decorata soltanto agli estremi, sulle superfici delle due teste. La parte frontale, invece, è ricoperta da un mosaico di pietra turchese, arricchito da frammenti di conchiglie rosse di ostrica spinosa. Le 2000 piccole tessere che rivestono il corpo del serpente rendono la superficie sfaccettata e curvilinea. Il turchese fu tagliato e frammentato mediante attrezzi di pietra. Una parte del minerale utilizzato fu importata in America Centrale dalla regione dei Four Corners, situata a circa 1600 km verso nord-ovest (a sud-ovest degli attuali Stati Uniti), dove il popolo degli Anasazi scavò la roccia da cui ricavò la pietra turchese.
Le teste del serpente hanno cavità in cui rimangono tracce di cera d'api e resina che probabilmente sostenevano oggetti che rappresentavano gli occhi, forse sfere di pirite (l'oro degli stolti). Il vivido contrasto dei dettagli rossi e bianchi della testa è stato creato rispettivamente con conchiglia di ostrica e conchiglia di strombo. Abilmente, la sostanza adesiva usata per fissare i frammenti di Spondylus (ostrica spinosa) è stata tinta di rosso con ossido di ferro (ematite) per completare il disegno. I denti sono stati realizzati con conchiglia di strombo (queen conch), un mollusco marino edibile.

## Origine
Non è noto come questo manufatto abbia lasciato il Messico, ma si ritiene possibile che fosse tra i beni donati al conquistador Hernán Cortés, quando fu mandato per conquistare l'area più interna del Mico per la corona spagnola. Cortés giunse sulla costa dell'attuale Messico nel 1519, e dopo alcune battaglie riuscì ad entrare nella capitale il giorno 8 novembre dello stesso anno, accolto con rispetto dal governatore azteco Montezuma. Alcune fonti attestano che quest'ultimo avesse identificato Cortés come il dio serpente piumato Quetzalcoatl. Il conquistador spagnolo fu sommerso da innumerevoli e preziosi doni, che includevano sculture di pietra turchese, tra le quali probabilmente anche questo serpente. Nonostante gli omaggi e l'accoglienza pacifica, Montezuma fu fatto prigioniero da Cortés e le sue truppe si impossessarono della capitale azteca, Tenochtitlán. Gli abitanti furono brutalmente e sistematicamente schiavizzati e assassinati, malgrado la loro generosità. Questi poi caddero vittime del vaiolo e di altre malattie europee, portate in Messico da Cortés e le sue truppe.
Il tesoro di Cortés arrivò in Europa nel secondo decennio del XVI secolo e suscitò molto interesse; tuttavia, si dice che altri mosaici di turchese abbiano terminato i loro giorni nelle botteghe di gioielleria fiorentine, dove furono smantellati per fabbricare nuovi oggetti contemporanei. Neil Macgregor attribuisce ad Henry Christy il merito di aver raccolto simili reperti all'interno del British Museum.
La scultura è ora conservata al British Museum e fu acquistata dal fondo di Christy.

## Valore simbolico
Questo manufatto fa parte dei nove mosaici in pietra turchese del British Museum. Si ritiene che ne esistano soltanto 25 appartenenti a questo periodo in tutta Europa.
Molte teorie suggeriscono il significato simbolico del linguaggio figurativo del serpente. Si è ipotizzato che il serpente fosse simbolo di rinascita, in quanto compie la muta, liberandosi della sua vecchia pelle e apparendo come un serpente rinato. Oppure le due teste potrebbero aver rappresentato la vita terrena e l'oltretomba. Il serpente, inoltre, ha un forte ruolo centrale fra gli dèi adorati da questo popolo: il dio serpente piumato Quetzalcoatl era uno dei più importanti per la religione mixteca, ma esistevano anche altre divinità serpentiformi.

## A History of the World in 100 Objects
Questo reperto è presente nella serie di programmi radiofonici A History of the World in 100 Objects, che fu trasmessa nel 2010 come collaborazione tra la BBC e il British Museum.